# Mystus pulcher
Mystus pulcher är en fiskart som först beskrevs av Chaudhuri, 1911.  Mystus pulcher ingår i släktet Mystus och familjen Bagridae. IUCN kategoriserar arten globalt som livskraftig. Inga underarter finns listade i Catalogue of Life.